# Josef Seiler
Josef Seiler (9. září 1932, Pecínov – 8. prosince 2004) byl český hokejový útočník.

## Hokejová kariéra
Za československou reprezentaci odehrál v letech 1952-1958 celkem 10 utkání a dal 4 góly.
Hrál v letech 1949-1952 a 1954-1967 za Baník Chomutov a během vojenské služby v letech 1952-1954 za ATK Praha. Za Chomutov nastoupil za 16 sezón v 542 utkáních a dal 421 gólů.